# استفان فریتس
استفان فریتس (لهستانی: Stefan Fryc; ۱۰ اوت ۱۸۹۴ – ۹ نوامبر ۱۹۴۳) بازیکن فوتبال اهل لهستان بود.
وی همچنین در تیم ملی فوتبال لهستان بازی کرده‌است.